# فريدريك شو
فريدريك شو (بالإنجليزية: Frederick Shaw)‏ هو عسكري وسياسي بريطاني، ولد في 31 يوليو 1861، وتوفي في 6 يناير 1942. انتخب عضو مجلس الملكة الخاص بأيرلندا.